# Daitoöarna

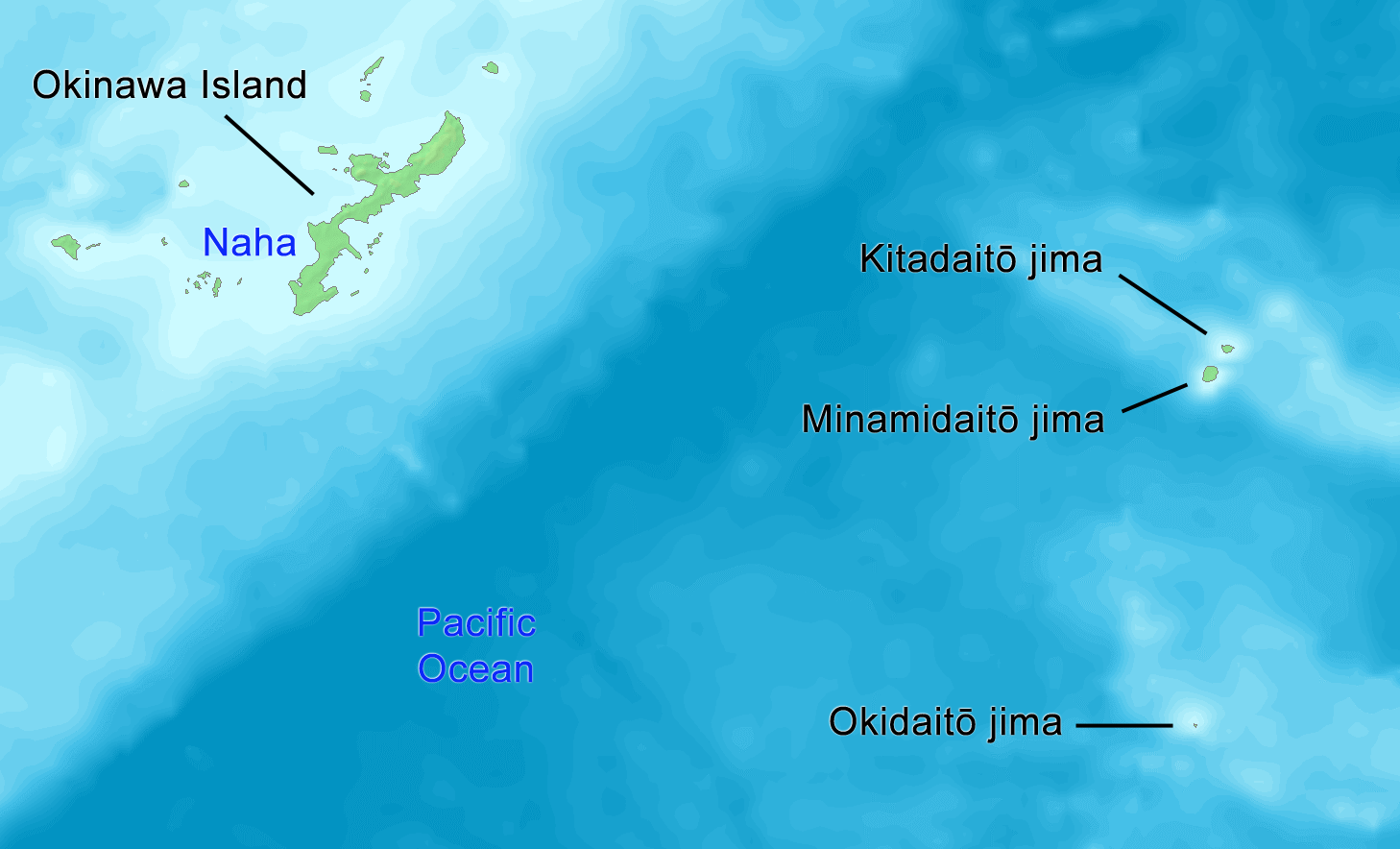
Lägeskarta over Daitōöarna

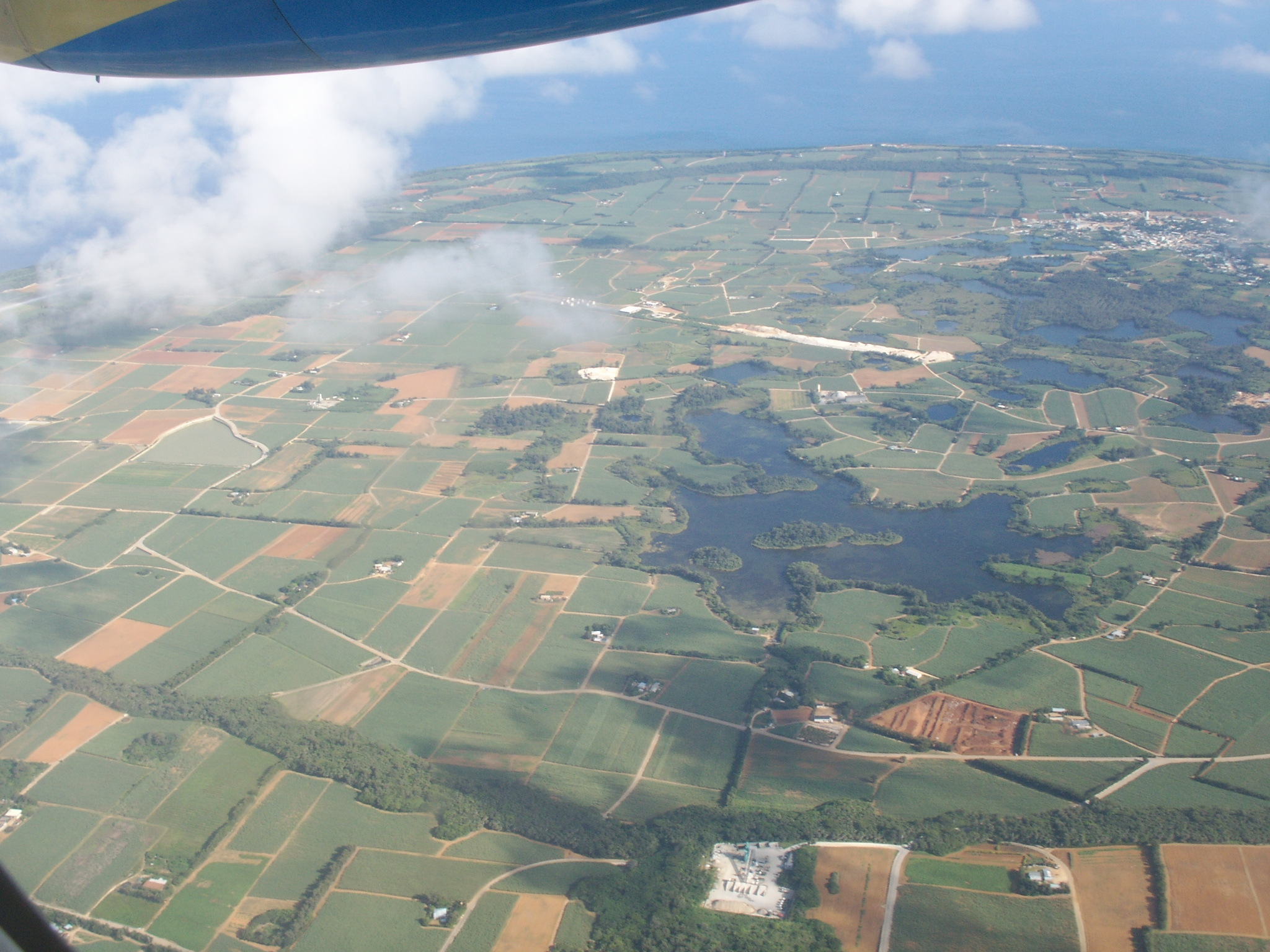
Minami Daitōön

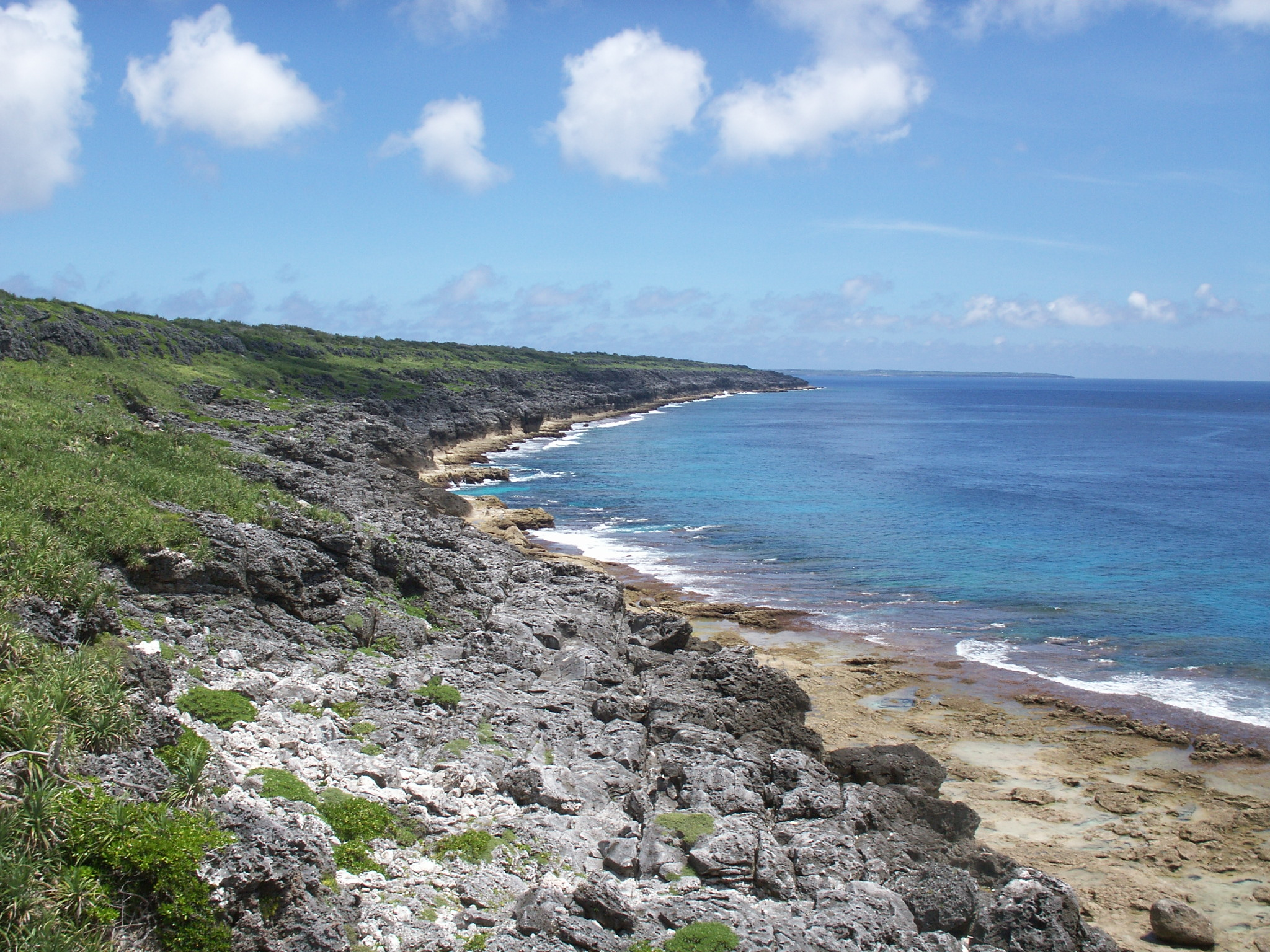
Strand på Daitōöarna

Daitoöarna (japanska Daitō-rettō eller Daitō-shotō, tidigare Borodino Islands) är en ögrupp bland Ryukyuöarna i nordvästra Stilla havet som tillhör Japan.

## Geografi
Daitoöarna utgör den östligaste ögruppen bland Okinawaöarna och ligger cirka 360 kilometer öster om Okinawa.
Öarna är korallöar och har en areal om cirka 44,46 km². De högsta höjderna är på cirka 75  m ö.h. och ligger på huvudön. Ögruppen består av tre öar:
- Kita-daito (Kita Daitō-jima), 12,71 km², cirka 7 km norr om huvudön
- Minami-daito (Minami Daitō-jima), huvudön, cirka 30,60 km²
- Oki-daito (Oki Daitō-jima), ca1,15 km², cirka 150 km söder om huvudön

Befolkningen uppgår till cirka 2 100 invånare där cirka 1 400 lever på Minami-daito och cirka 700 på Kita-daito. Förvaltningsmässigt tillhör ögruppen Shimajiridistriktet i Okinawa prefekturen.
De bebodda öarna har flygplatser för lokalt flyg, Kitadaito (flygplatskod ”KTD”) och Maridor (flygplatskod ”MMD”) på Minami-daito

## Historia
Det är osäkert när öarna upptäcktes, men de första dokumenterade japanska kontakterna skedde först på 1800-talet under Meijiperioden och då var öarna obebodda.
Öarna namngavs mellan 1815 och 1820 efter att Oki-daito åter siktades av besättningen på det spanska fartyget "San Fernando de Magallanes", och Kita-daito och Minami-daito siktades av besättningen på det rysk-amerikanska fartyget "Borodino".
Den första bosättningen etablerades på Minami-daito kring 1899 då området införlivades i Kejsardömet Japan.